# 柯尼希貝格山
47°47′50″N 14°51′32″E / 47.79722°N 14.85889°E

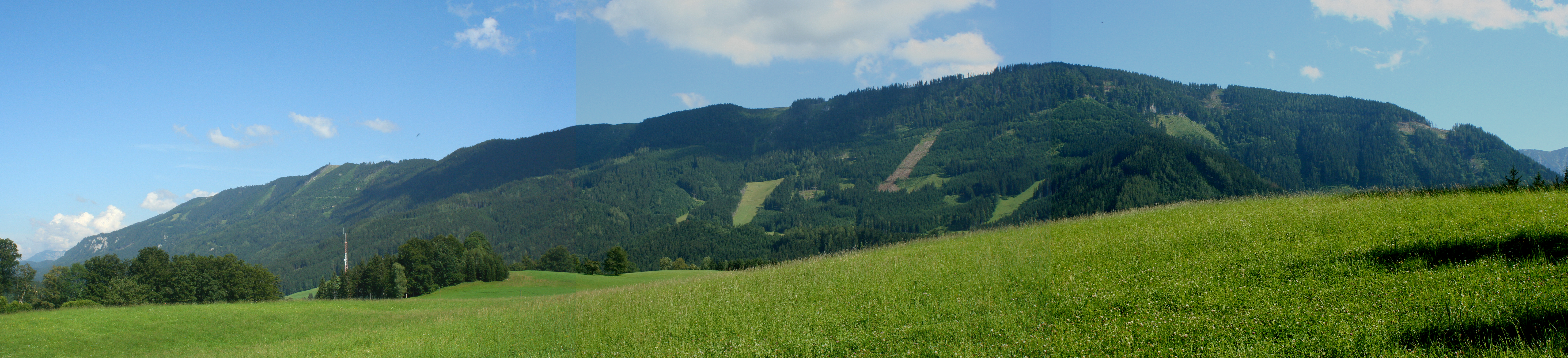

柯尼希貝格山（德語：Königsberg），是奧地利的山峰，位於該國東北部，由下奧地利州負責管轄，屬於伊布斯阿爾卑斯山脈的一部分，距離加姆斯泰因山7.6公里，海拔高度1,452米。